# Armorial des freguesias de Almeirim
- il comporte peu ou pas de sources.
- il reste des blasons à dessiner dans cet armorial.

Cette page donne les armoiries (figures et blasonnements) des freguesias de Almeirim. 
| Image | Nom de la commune et blasonnement |
| ----- | --------------------------------- |
|       | Almeirim                          |
|       | Benfica do Ribatejo               |
|       | Fazendas de Almeirim              |
|       | Raposa                            |